# Personer i Sverige födda i Nordmakedonien
Till personer i Sverige födda i Nordmakedonien räknas personer som är folkbokförda i Sverige och som har sitt ursprung i Nordmakedonien. Enligt Statistiska centralbyrån fanns det 2017 i Sverige sammanlagt cirka 7 700 personer födda i Nordmakedonien. Fram till 1991 var området en del av Jugoslavien.

## Historik
Makedonier började i större utsträckning invandra till Sverige efter andra världskriget. Den makedonska befolkningen bosatte sig främst i Sveriges sydvästra regioner. Många invandrare bosatte sig i kommuner såsom Stockholms kommun, Malmö kommun, Göteborgs kommun, Eslövs kommun, Helsingborgs kommun, Trelleborgs kommun, Örebro kommun och Växjö kommun.

## Religion

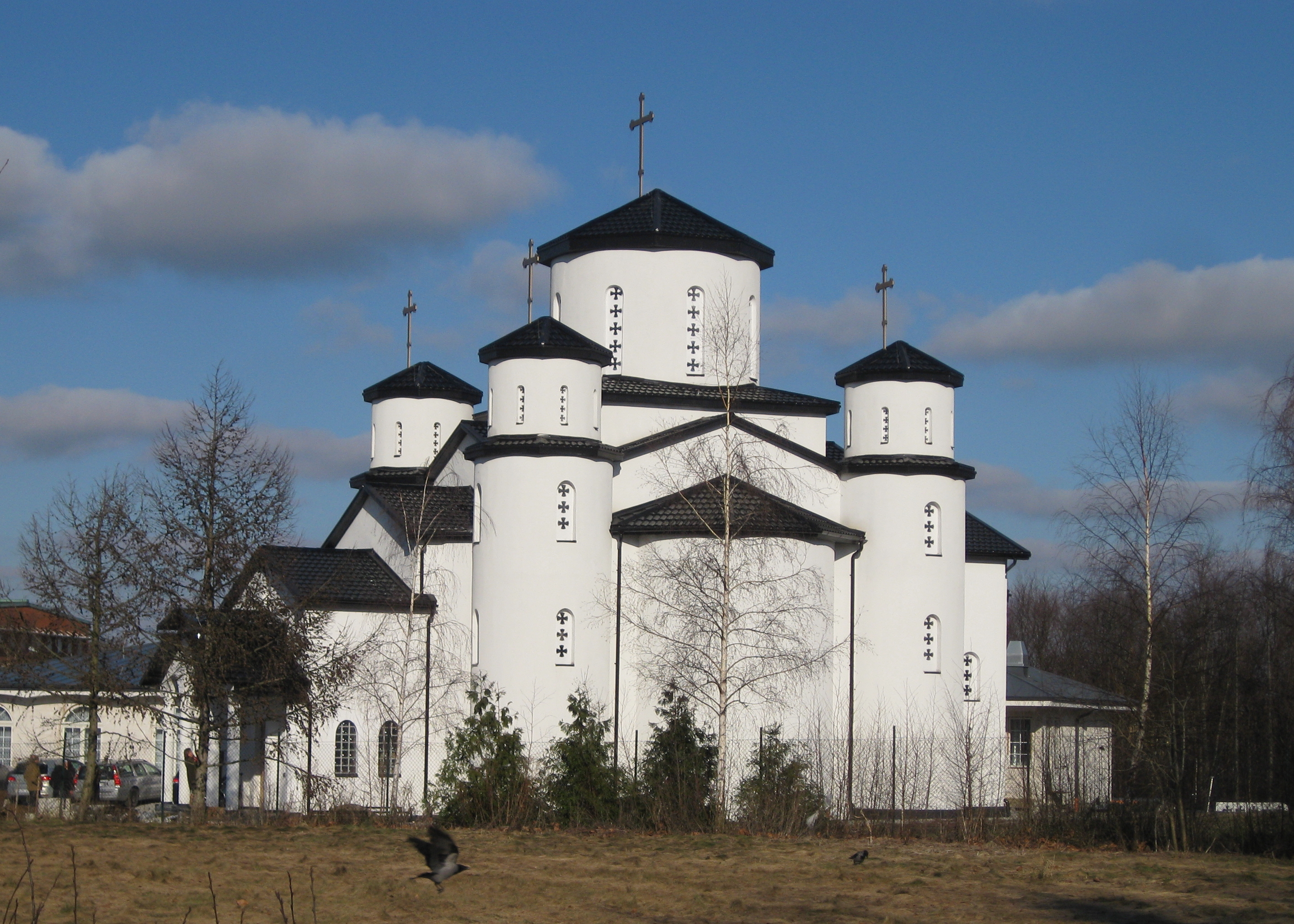
Makedonska ortodoxa kyrkan i Malmö, 2011.

Makedonierna i Sverige är främst ortodoxt kristna och medlemmar i den Makedonska ortodoxa kyrkan i Sverige.
Redan i samband med de makedonska invandrarnas bosättning i Sverige i slutet av 1950- och 60-talet, fanns det ett behov av att organisera kyrkoförsamlingar i Sverige. År 1973 bildades de båda församlingarna i Göteborg och Malmö. I början så hade dessa församlingar inga egna lokaler, utan gudstjänsterna hölls i kyrkor och lokaler tillhörande Svenska kyrkan. År 1982 byggdes den första makedonsk-ortodoxa kyrkan i Göteborg.

## Svenskar med makedonisk bakgrund
Den 31 december 2014 fanns 5 036 personer födda i Sverige med makedonisk bakgrund eller ursprung (enligt Statistiska centralbyråns definition):
- Personer födda i Sverige med båda föräldrarna födda i Nordmakedonien: 1 417
- Personer födda i Sverige med fadern född i Nordmakedonien och modern i ett annat utländskt land: 1 073
- Personer födda i Sverige med modern född i Nordmakedonien och fadern i ett annat utländskt land: 1 092
- Personer födda i Sverige med fadern född i Nordmakedonien och modern i Sverige: 865
- Personer födda i Sverige med modern född i Nordmakedonien och fadern i Sverige: 589

Den 31 december 2014 fanns 6 079 personer i Sverige som var födda i Nordmakedonien, varav 3 167 män (52,1 %) och 2 912 kvinnor (47,9 %). Motsvarande siffra för den 31 december 2000 var 2 362, varav 1 232 män (52,2 %) och 1 130 kvinnor (47,8 %).
Den 31 december 2014 fanns 1 925 personer i Sverige med makedoniskt medborgarskap.

## Historisk utveckling

### Födda i Nordmakedonien
| Personer i Sverige födda i Nordmakedonien 2000–2024 | Personer i Sverige födda i Nordmakedonien 2000–2024 | Personer i Sverige födda i Nordmakedonien 2000–2024 | Personer i Sverige födda i Nordmakedonien 2000–2024 | Personer i Sverige födda i Nordmakedonien 2000–2024 |
| --------------------------------------------------- | --------------------------------------------------- | --------------------------------------------------- | --------------------------------------------------- | --------------------------------------------------- |
|                                                     |                                                     |                                                     |                                                     |                                                     |
| År                                                  |                                                     |                                                     | Folkmängd                                           |                                                     |
| 2000                                                | 2000                                                |                                                     | 2 362                                               |                                                     |
| 2001                                                | 2001                                                |                                                     | 2 572                                               |                                                     |
| 2002                                                | 2002                                                |                                                     | 2 769                                               |                                                     |
| 2003                                                | 2003                                                |                                                     | 2 971                                               |                                                     |
| 2004                                                | 2004                                                |                                                     | 3 179                                               |                                                     |
| 2005                                                | 2005                                                |                                                     | 3 391                                               |                                                     |
| 2006                                                | 2006                                                |                                                     | 3 669                                               |                                                     |
| 2007                                                | 2007                                                |                                                     | 3 887                                               |                                                     |
| 2008                                                | 2008                                                |                                                     | 4 226                                               |                                                     |
| 2009                                                | 2009                                                |                                                     | 4 491                                               |                                                     |
| 2010                                                | 2010                                                |                                                     | 4 752                                               |                                                     |
| 2011                                                | 2011                                                |                                                     | 5 039                                               |                                                     |
| 2012                                                | 2012                                                |                                                     | 5 376                                               |                                                     |
| 2013                                                | 2013                                                |                                                     | 5 697                                               |                                                     |
| 2014                                                | 2014                                                |                                                     | 6 079                                               |                                                     |
| 2015                                                | 2015                                                |                                                     | 6 541                                               |                                                     |
| 2016                                                | 2016                                                |                                                     | 7 067                                               |                                                     |
| 2017                                                | 2017                                                |                                                     | 7 731                                               |                                                     |
| 2018                                                | 2018                                                |                                                     | 8 359                                               |                                                     |
| 2019                                                | 2019                                                |                                                     | 8 933                                               |                                                     |
| 2020                                                | 2020                                                |                                                     | 9 410                                               |                                                     |
| 2021                                                | 2021                                                |                                                     | 9 914                                               |                                                     |
| 2022                                                | 2022                                                |                                                     | 10 653                                              |                                                     |
| 2023                                                | 2023                                                |                                                     | 11 131                                              |                                                     |
| 2024                                                | 2024                                                |                                                     | 11 195                                              |                                                     |
| Anm.: Befolkning den 31 december respektive år.     |                                                     |                                                     |                                                     |                                                     |

## Kultur
Det finns ett stort antal makedonska föreningar och klubbar runtom i Sverige.
- MF "Goce Delcev" - Göteborg
- IF "Vardar/Makedonija" - Göteborg
- MF "Dame Gruev" - Stockholm
- MF "Koco Racin" - Borås
- MF "Pitu Guli" - Gislaved
- MF "11 Oktomvri" - Helsingborg
- MF "Makedonija 91" - Halmstad
- KSF "Makedonija" - Malmö
- KSF "Prespa-Birlik" - Malmö
- MF "Pelister" - Trelleborg
- Makedoniska poesiföreningen "Denicija"
- Svensk Makedoniska Vänskapsföreningen

I de svenska skolorna finns också möjligheter till modersmålsundervisning i det makedonska språket.

### Musikgrupper
Andra generationen är svensk-makedonsk musikgrupp från Göteborg.